# Miringitis
En medicina se denomina miringitis a la inflamación de la membrana del tímpano (miringa).

## Etiología
Generalmente está causada por procesos infecciosos que afectan a las vías respiratorias superiores, tanto originados por virus como por bacterias. El virus de la gripe puede provocar miringitis bullosa. Generalmente se presenta después de un resfriado o un proceso catarral.

## Clínica
A la exploración médica mediante otoscopio el tímpano adopta un aspecto enrojecido y congestivo. Puede asociarse o no a inflamación del oído medio (otitis média) o del oído externo (otitis externa). Los síntomas principales son dolor, disminución de la audición y en ocasiones  secreción sanguinolenta a través del conducto auditivo externo.

## Variedades
Existen miringitis agudas y crónicas. En ocasiones se forman pequeñas vesículas hemorrágicas en el tímpano, proceso que se conoce como miringitis bullosa. Una variedad poco frecuente es la miringitis granulomatosa que está causada por la bacteria Pseudomonas aeruginosa.